# Booneacris alticola
Booneacris alticola is een rechtvleugelig insect uit de familie veldsprinkhanen (Acrididae). De wetenschappelijke naam van deze soort is voor het eerst geldig gepubliceerd in 1962 door Rehn & Randell.